# 張弼 (成化丙戌進士)
張弼（1425年—1487年），字汝弼，號東海，直隸松江府華亭縣（今上海市松江区）人，明朝政治人物，同進士出身。官至福建南安府知府。

## 生平
景泰四年（1453年）癸酉科應天府鄉試第一百五十七名舉人，成化二年（1466年）丙戌科二甲十五名進士，授兵部主事，累升至員外郎。外遷為南安府知府，在任期間平定盜亂、摧毀淫祠、建立社學。借病辭職歸鄉。

## 著作
張弼善詩文，工草書，與李東陽、謝鐸為友。曾自謂“吾書不如詩，詩不如文”，李東陽笑為欺人語。有《東海集》傳世。
- 《壽同年陳廷璉乃翁醫官時廷璉知徐州》

乌紗翼翼袂翩翩，半是詩翁半是仙。
郟下錦袍三二子，寰中花甲幾千年。
家傳自有君臣藥，祿養何須子母錢。
讀罷黃庭春睡起，彭城山色酒杯前。

## 家族
曾祖张庠。祖父张子英。父張熊應。母胡氏。严侍下。兄汝輔。弟汝匡、汝翼、汝儆。
有子張弘宜、張弘至。曾孫张德瑜，字申美，嘉靖三十四年乙卯舉人，德瑜子張以詵（舉人）、張以誡、張以訥，號“三鳳”。
曾孫张德璨，子张以诚，万历二十九年状元。